# Felix von Jascheroff

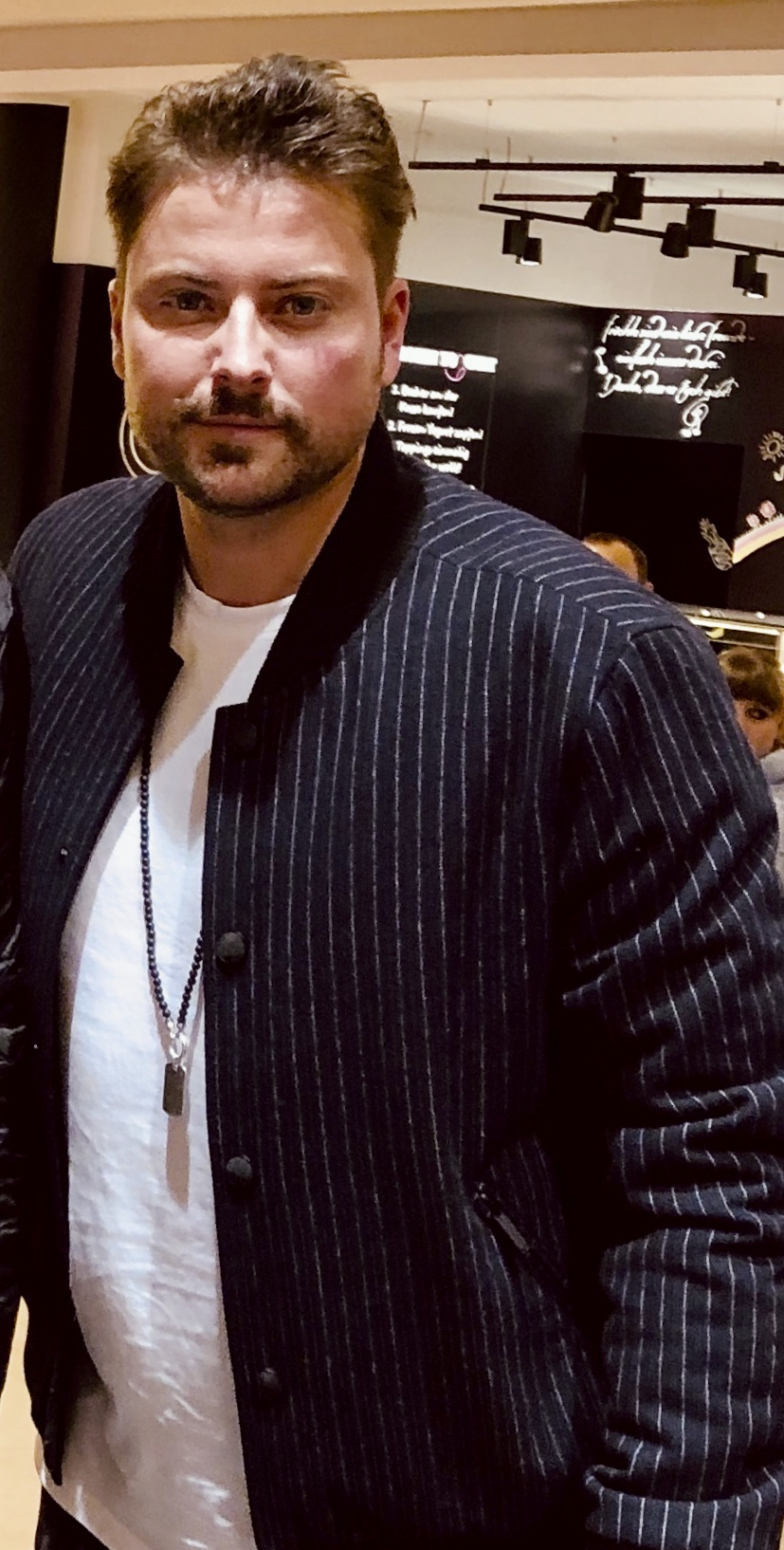
Felix von Jascheroff (2019)

Felix von Jascheroff (* 29. August 1982 in Ost-Berlin) ist ein deutscher Schauspieler.

## Leben und Wirken
Felix von Jascheroff stammt aus einer Schauspielerfamilie. Sein Adoptivvater ist Mario, seine Mutter Juana-Maria von Jascheroff. Sein Halbbruder Constantin ist Schauspieler und Synchronsprecher. Seine Großeltern mütterlicherseits sind die Schauspieler Hasso Zorn und Jessy Rameik.
Von 1995 bis 2011 übernahm von Jascheroff kleinere Rollen als Synchronsprecher. Seit Juli 2001 (Folge 2277) ist er Seriendarsteller in der täglichen Seifenoper Gute Zeiten, schlechte Zeiten, bei welcher seine Mutter in den Jahren 1992/1993 ebenfalls eine Rolle hatte. Er verkörpert die Rolle des John Bachmann. Im Jahr 2004 veröffentlichte er die Single Und jetzt kommst du und ein Album mit dem Titel über…leben. Zwischen Februar 2014 und Anfang 2015 pausierte er bei Gute Zeiten, schlechte Zeiten. Von Jascheroff hat eine Stuntman-Ausbildung absolviert, was ihm teilweise ermöglicht, auf ein Double zu verzichten.
Im September 2015 nahm er mit seiner Freundin Lisa Steiner an der RTL-Show Stepping Out teil und belegte dort den 5. Platz. 2015 und 2016 spielte von Jascheroff Theater beim Piraten-Open-Air in Grevesmühlen. Im April 2017 nahm von Jascheroff an der Sat.1 TV-Show Das große Backen – Promispezial teil.
2022 war von Jascheroff in der siebten Staffel der ProSieben-Show The Masked Singer die „Black Mamba“ und wurde in der vierten Folge demaskiert. 2023 war er in dem Spielfilm Leon – Kämpf um deine Liebe zu sehen. Anfang 2024 war er Kandidat der 17. Staffel von Ich bin ein Star – Holt mich hier raus!. Er wurde an Tag 13 aus der Show gewählt.

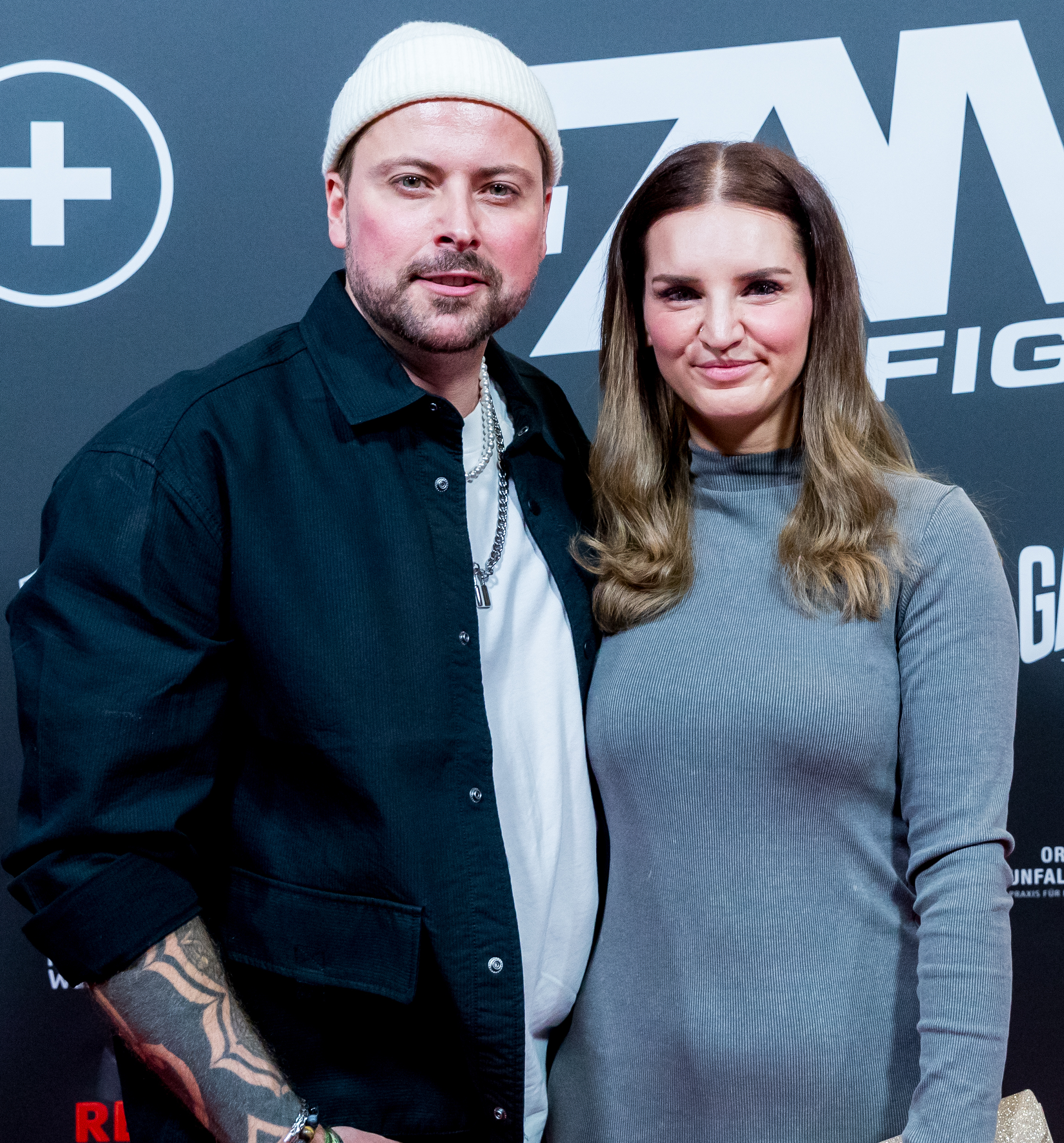
Felix von Jascheroff und Verlobte Sophie Winterberg (2024)

### Privates
Im April 2013 wurden die Brüder Felix und Constantin von Jascheroff wegen einer Prügelei mit einem Piloten vom Berliner Amtsgericht zur Zahlung von 8.000 Euro Schmerzensgeld verurteilt.
Felix von Jascheroff heiratete im August 2007 Franziska Dilger, mit der er eine Tochter (* 2005) hat. Im Juni 2009 gab Jascheroff die Trennung offiziell bekannt. Aus einer Beziehung mit dem Model Lisa Steiner hat er einen Sohn (* 2012). Kurz nach ihrer Teilnahme bei Stepping Out trennten sie sich. 2017 heiratete er Bianca Bos, das Paar trennte sich 2020. Im Dezember 2023 verlobte er sich mit Sophie Winterberg.

## Filmografie
- seit 2001: Gute Zeiten, schlechte Zeiten (Fernsehserie)
- 2008: Schloss Einstein (Fernsehserie, 1 Folge)
- 2011: The Big Black
- 2015: SOKO München (Fernsehserie, Folge: Die Kinder der Agathe S.)
- 2019: Alarm für Cobra 11 – Die Autobahnpolizei (Fernsehserie, Folge: Der Klient)

## Teilnahme an TV-Shows
- 2015: Stepping Out (RTL)
- 2017: Das große Backen - Promispezial (SAT1)
- 2022: The Masked Singer (ProSieben)
- 2024: Ich bin ein Star – Holt mich hier raus! (RTL)
- 2025: The Summit (Prime Video)

## Diskografie
Album
- 2004: Über...Leben – als Fe:Lix

Singles
- 2003: Und Jetzt Kommst du... – als Fe:Lix
- 2004: du bist...pt.1 – als Fe:Lix
- 2019: Rise Again – MICAR & JASH & BoyBoyBoy
- 2020: Melody – Micar, Jash, Marmy
- 2020: Danke für Nichts
- 2020: Life Is Beautiful – Micar & Jash, Syellow
- 2020: Wenn sie tanzt – JASH & Nicole Cross
- 2022: Tonight – Micar & Jash

## Auszeichnungen
- 2001: Bravo Otto in Silber in der Kategorie TV-Star männlich
- 2002: Bravo Otto in Silber in der Kategorie TV-Star männlich
- 2003: Bravo Otto in Gold in der Kategorie TV-Star männlich
- 2005: Bravo Otto in Silber in der Kategorie TV-Star männlich